# Eclissi solare del 12 novembre 1985
L'eclissi solare del 12 novembre 1985 è un evento astronomico che ha avuto luogo il suddetto giorno attorno alle ore 14.11 UTC.
L'eclissi, di tipo totale, è stata visibile in alcune parti del Sud America, dell'Antartide e dell'Oceano Pacifico.
La durata della fase massima dell'eclissi è stata di un minuto e 59 secondi e l'ombra lunare sulla superficie terrestre raggiunse una larghezza di 690 km; Il punto di massima totalità è in mare al largo della costa dell'Antartide, lontano da qualsiasi terra.
L'eclissi del 12 novembre 1985 è diventata la seconda eclissi solare nel 1985 e la 195ª nel XX secolo. La precedente eclissi solare ha avuto luogo il 19 maggio 1985, la seguente il 9 aprile 1986.

## Percorso e visibilità
L'evento è iniziato all'alba locale presso le Isole Chatham neozelandesi a sud-est di circa 2300 chilometri dell'Oceano Pacifico; in seguito l'ombra lunare si è diretta a sud-est e gradualmente a sud-ovest, in Antartide , sulla costa della Terra di Marie Byrd raggiungendo il punto di massima eclissi 700 km a nord di 710. Successivamente l'ombra si è gradualmente spostata a nord-ovest, passando attraverso la parte nord-orientale della Terra Vittoria in Antartide prima di lasciare la superficie. La zona dell'eclissi totale non ha attraversato alcuna stazione di ricerca scientifica antartica.

## Eclissi correlate

### Eclissi solari 1982 - 1986
Questa eclissi è un membro di una serie semestrale. Un'eclissi in una serie semestrale di eclissi solari si ripete approssimativamente ogni 177 giorni e 4 ore (un semestre) in nodi alternati dell'orbita della Luna.

### Ciclo di Saros 152
L'evento fa parte del ciclo di Saros 152, che si ripete ogni 18 anni e 11 giorni circa, contiene 70 eventi. La serie iniziò con un'eclissi solare parziale il 26 luglio 1805. Ha eclissi totali dal 2 novembre 1967 al 14 settembre 2490; eclissi ibride dal 26 settembre 2508 al 17 ottobre 2544; ed eclissi anulari dal 29 ottobre 2562 al 16 giugno 2941. La serie termina al membro 70 con un'eclissi parziale il 20 agosto 3049. L'eclissi totale più lunga si verificherà il 9 giugno 2328, a 5 minuti e 15 secondi; l'eclissi anulare più lunga si verificherà il 16 febbraio 2743, a 5 minuti e 20 secondi.